# BMW Alpina B3 Touring 2019
La BMW Alpina B3 Touring 2019 est une version du break basé sur la BMW Série 3 Touring.

## Description
La BMW Alpina B3 Touring est équipée d'un moteur six cylindres en ligne bi-turbo (S58) développant 495 chevaux (364 kW) et un couple de 700 Nm. Sa vitesse de pointe dépasse les 300 km/h. Elle consomme 11,1 lires de carburants par 100 km en cycle mixte. La voiture est également dotée d'une transmission automatique à huit rapports et d'une suspension pilotée qui peut être réglée en modes dits « confort » et « sport ».

## Caractéristiques techniques
- Moteur : Six cylindres en ligne bi-turbo (S58)
- Cylindrée : 2993 cm³[2]
- Puissance : 495 ch (364 kW) à 5000-7000 tr/min
- Couple : 700 Nm à 3000-4250 tr/min
- Transmission : Automatique à huit rapports
- Poids : 1865 kg[1]
- Vitesse maximale : >300 km/h
- Accélération : 0 à 100 km/h en moins de 4,5 secondes
- Consommation : 11,1 l/100 km (cycle mixte)
- Émissions de CO2 : 252 g/km (WLTP)
- Carrosseries : 5 portes, 5 places
- Volume de coffre : 500 l

## Performances et technologie
La BMW Alpina B3 Touring (2019) est équipée d'un système de transmission intégrale xDrive. La répartition du couple est variable entre les deux essieux. Elle est dotée d'un différentiel à glissement limité au niveau du train arrière, censé garantir une agilité accrue en virage.

## Options et personnalisation
Les clients de la BMW Alpina B3 Touring (2019) ont la possibilité de personnaliser leur véhicule avec une gamme d'options supplémentaires pour répondre à leurs besoins et préférences spécifiques. Des équipements de confort, tels que des sièges en cuir chauffants et ventilés, un système audio haut de gamme et des fonctionnalités de conduite assistée avancées, sont disponibles en option.